# 내 친구들의 세상
《내 친구들의 세상》은 2001년 4월 25일부터 2006년 7월 14일까지 문화방송에서 방송했던 어린이 프로그램이다.

## 기획의도
- 꿈을 만들어요! 행복을 나눠요! 어린이들로 하여금 세계를 바라보는 시야를 넓혀주고, 궁극적으로는 온 가족이 함께 지켜볼 수 있는 프로그램이 되고자 합니다. 무한히 커가는 신비로운 세계... “내 친구들의 세상”속으로 어린이와 부모님을 초대합니다.

## 방송 시간
| 방송 채널 | 방송 기간                          | 방송 시간                                    |
| --------- | ---------------------------------- | -------------------------------------------- |
| MBC TV    | 2001년 4월 25일 ~ 2001년 12월 20일 | 매주 수요일 ~ 목요일 오후 4:30 ~ 5:00 (30분) |
| MBC TV    | 2001년 12월 27일 ~ 2006년 7월 14일 | 매주 목요일 ~ 금요일 오후 4:05 ~ 4:30 (25분) |

## 코너 소개
- 하나 - 체험: 그 누구도 꾸러기 체험단을 막을 수는 없다. 꾸러기 체험단이 직접 찾아가 체험해보고 꾸러기 친구들에게 유익한 정보를 알려 주는 시간.
- 둘 - 짱 : 학교에서 나의 이름을 모르는 사람은 없다!! 나의 이름은 짱! 상상력과 창의력으로 똘똘 뭉친 끼가 넘치는 친구들을 소개합니다.
- 셋 - 단신 : 어린이들이 직접 체험하고 상상력과 창의력을 키울 수 있는 공간으로 안내합니다.

## 진행자
- 김종석 희극배우 (남)
- 류수민 아나운서 (여)

## 역대 진행자
- 김경화 前 아나운서 (여)
- 김미정 아나운서 (여)
- 공현주 배우 (여)